# 锡夫里拉福雷
锡夫里拉福雷（法語：Civry-la-Forêt，法語發音：[sivʁi la fɔʁɛ]）是法国伊夫林省的一个市镇，属于芒特拉若利区。

## 地理
锡夫里拉福雷（48°52'0"N, 1°36'58"E）面积9.4 平方千米，位于法国法蘭西島大區伊夫林省，该省份为法国北部内陆省份，北起瓦兹河谷省，西接厄尔省，西南接厄尔-卢瓦省，东南接埃松省，东临上塞纳省。
与锡夫里拉福雷接壤的市镇（或旧市镇、城区）包括：布瓦塞、格雷塞、蒙绍韦、米尔桑、奥维利耶、里什堡、蒂伊。

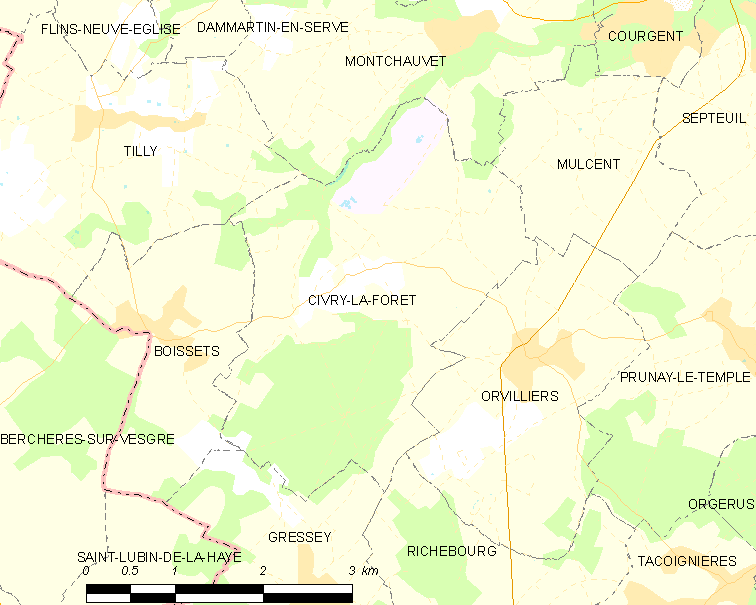
锡夫里拉福雷的OSM定位图

锡夫里拉福雷的时区为UTC+01:00、UTC+02:00（夏令时）。

## 行政
锡夫里拉福雷的邮政编码为78910，INSEE市镇编码为78163。

## 政治
锡夫里拉福雷所属的省级选区为塞纳河畔博尼耶尔县。

## 人口

1962-2008年间锡夫里拉福雷人口变化图示

锡夫里拉福雷于2022年1月1日时的人口数量为369人。